# گناسینگبی ایادیما
ژنرال گناسینگبی ایادیما (به فرانسوی: Gnassingbé Eyadéma) سیاستمدار و نظامی اهل توگو بود.
ایادیما در طی دو کودتای نظامی حکومت دو نفر از روسای جمهور پیشین توگو یعنی سیلوانوس اولیمپیو و نیکولاس گرونیتزکی را به ترتیب در سال‌های ۱۹۶۳ و ۱۹۶۷ سرنگون کرد.
پس از آن یک کمیسیون آشتی ملی در کشور توگو برقرار شد، ولی در ماه آوریل ایادیما با انحلال این کمیسیون، به صورت دیکتاتور گونه‌ای خود را رئیس جمهور کشور نامید. او با به حالت تعلیق در آوردن قانون اساسی فعالیت همهٔ احزاب را نیز ممنوع اعلام کرد و تنها عقاید شخصی و مکتب فکری خود را پیرامون حیطهٔ کاری و مسئولیت ریاست جمهوری اش قرار می‌داد. تحت فشار غرب ایادیما در سال ۱۹۹۳ مجبور شد فعالیت احزاب سیاسی را قانونی اعلام کند. در اوت ۱۹۹۳ اولین انتخابات ریاست جمهوری به صورت چند حزبی در توگو برگزار شد که باز هم ایادیما با کسب بیش از ۹۶٪ آرا رئیس جمهور توگو باقی‌ماند، تقلبات گسترده در این انتخابات نیز کانون توجه محافل داخلی و خارجی قرار گرفت، ایادیما ۵ سال بعد در سال ۱۹۹۸ نیز مجدداً رئیس جمهور توگو شد. سرانجام ایادیما پس از ۳۸ سال دیکتاتوری در توگو، در اوایل فوریهٔ سال ۲۰۰۵ میلادی درگذشت تا در میان کشورهای آفریقایی دارای بیشترین عمر سیاسی یک سیاست‌مدار را به خود اختصاص داده باشد.